# Johann André Forfang
Johann André Forfang (* 4. června 1995 Tromsø) je norský skokan na lyžích a dvojnásobný olympijský vítěz ze zimních olympijských her 2018.
Stejně jako jeho starší bratr Daniel Forfang je členem skokanského klubu Tromsø SK. Na Světovém poháru ve skocích na lyžích poprvé startoval v roce 2014. Získal týmovou zlatou medaili na Mistrovství světa v letech na lyžích v roce 2016 v Tauplitz/Bad Mitterndorfu. Jeho nejlepším individuálním výsledkem na světového poháru je vítězství v Titisee-Neustadt v roce 2016. Na Zimních olympijských hrách v roce 2018 získal týmovou zlatou medaili ve skocích na lyžích v týmovém závodě mužů a individuální stříbrnou medaili ve skocích na lyžích na středním můstku.

## Kariéra

### Sezóna 2014-2015
Dne 5. prosince 2014 poprvé startoval na Světovém poháru ve skocích na lyžích. Nicméně byl diskvalifikován kvůli příliš velkému dresu. O týden později v norské Reně na Kontinentálním poháru jednou zvítězil a dvakrát se umístil na druhém místě. Zásluhou těchto výkonu se dostal znovu světového poháru ve skocích na lyžích. V Engelbergu se umístil na 12. místě. Od té doby již pravidelně bodoval v každém závodě. Na začátku února 2015 na Mistrovství světa ve skocích na lyžích juniorů zvítězil jak v individuální tak v týmové soutěži.
První stupně vítězů ve Světovém poháru ve skocích na lyžích získal na mamutím můstku ve Vikersundbakkenu. Na Mistrovství světa v klasickém lyžování 2015 byl jednou diskvalifikován a jednou skončil na 18. místě. V sezóně 2014/15 se v celkovém hodnocení umístil na 23. místě.

### Sezóna 2015-2016
Již od začátku sezóny 2015/2016 se držel ve špičce Světového poháru. V individuálních závodech se třikrát dostal na třetí, třikrát na druhé a jednou na první pozici. Týmu pomohl čtyřikrát. Tým Norska obsadil dvakrát první a dvakrát druhé místo. V konečném hodnocení skončil na třetí pozici. Na Turné čtyř můstků se vždy umístil do první desítky, z toho byl dvakrát čtvrtý. Na Mistrovství světa v letech na lyžích 2016 těsně nedosáhl na stupně vítězů.

### Sezóna 2016-2017
Na začatku této sezóny se mu nedařilo. Několikrát po sobě nezískal žádné body a byl převeden do kontinentálního poháru. V Titisee-Neustadtu se dvakrát dostal na stupně vítězů a mohl se vrátit do světového poháru. V podniku Wisla se umístil na 6. místě. V dalších podnicích se neumístiloval na dobrých pozicích, až do Mistrovství světa v klasickém lyžování 2017, kde získal stříbrnou medaili v týmové soutěži.

## Světový pohár
| Sezóna  | Celkem | Turnaj čtyř můstků | Lety na lyžích   | Raw Air | Willingen Five   |
| ------- | ------ | ------------------ | ---------------- | ------- | ---------------- |
| 2014/15 | 23     | 21                 | 8                | N/A     | N/A              |
| 2015/16 | 5      | 6                  | Bronzová medaile | N/A     | N/A              |
| 2016/17 | 27     | —                  | 15               | 6       | N/A              |
| 2017/18 | 7      | 9                  | 30               | 4       | Stříbrná medaile |